# Orphans International
Orphans International Worldwide (OIWW) et Orphans International America (OIA) sont deux associations caritatives qui ont été créées pour loger et éduquer orphelins et enfants abandonnés.

## Historique
OI a été fondé en 1999 par un ancien banquier investisseur (placeur), Jim Luce, pour répondre aux crises auxquelles les enfants sont confrontés à travers le monde. OI est associé avec le Département d’Information Publique des Nations unies, son siège social est à New York et d’autres bureaux sont également installés à Lima, Pérou. Grâce au développement en pleine expansion de ses orphelinats ou « maisons » pour enfants dans de nombreux pays, OI offre à travers le monde une aide immédiate aux enfants les plus désavantagés. 

## Fonctionnement
Avec l’épidémie du SIDA, les catastrophes naturelles, les bas standards sanitaires mondiaux et la pauvreté étendue qui participent à la crise globale enfantine, l’objectif de OI « d’élever des Citoyens du Monde » vise à apporter une différence signifiante pour les besoins à court terme des enfants mais aussi pour une amélioration durable de régions du monde désavantagées. OI cherche à faire bénéficier aux enfants de ses maisons en leur offrant une éducation et des opportunités professionnelles qui sont jumelées avec un environnement approprié, comprenant une bonne alimentation et des soins médicaux. Chaque enfant reçoit une attention individuelle, avec un ratio d’adulte pour enfants de 1 : 3, pour leur permettre d’être diplômé, de recevoir des bourses scolaires pour une éducation plus poussée, ou même de bénéficier de microfinancements pour la création de petites entreprises. Les enfants peuvent recevoir jusqu’à 600 $ de parrainage par an. OI ne cherche pas à faire adopter ses orphelins, mais recherche plutôt des parrainages dans leur pays d’origine. 
Orphans International Worldwide est la commission qui établit un constat général du monde, les missions et les standards des organisations travaille qui travaillent avec OI, si bien dans les pays en développement que développés. La commission regroupe les dirigeants de ces organisations nationales. Orphans International fonctionne grâce à la générosité de plus de 200 bienfaiteurs répartis à travers le monde, dont beaucoup sont devenus des parrains d’enfants ou de maisons. OI Worldwide supervise le Congrès Mondial annuel, la newsletter OI InterNews, et le site Internet. La commission approuve aussi des ONG internationales et fait partie du collectif « Partenaires pour le Progrès ».
La structure de OI est inter croyance, interraciale, internationale et intergénérationnelle, afin de décourager toute discrimination basée sur les croyances, la race, la nationalité et l’âge. Les enfants sont élevés en accord avec les religions et la culture locales. Orphans International préconise le service à l’humanité et tente d’inculquer aux enfants l’appréciation de la citoyenneté nationale et internationale, des technologies modernes et des arts et artisanats traditionnels. OIWW prévoit d’installer Internet dans toutes ses maisons et de les connecter entre elles afin de promouvoir la fraternité entre ses diplômés. Les Consultants Généraux de OI comprennent S.E. Cheikha Haya Rashed Al-Khalifa, présidente de la 61e assemblée générale des Nations unies, et S.A.S. le Prince Albert II de Monaco. Le cinquième anniversaire de bienfaisance d’Orphans International fut tenu aux Nations unies le vendredi 17 novembre 2006.